# Kroksjön (Västerlanda socken, Bohuslän)

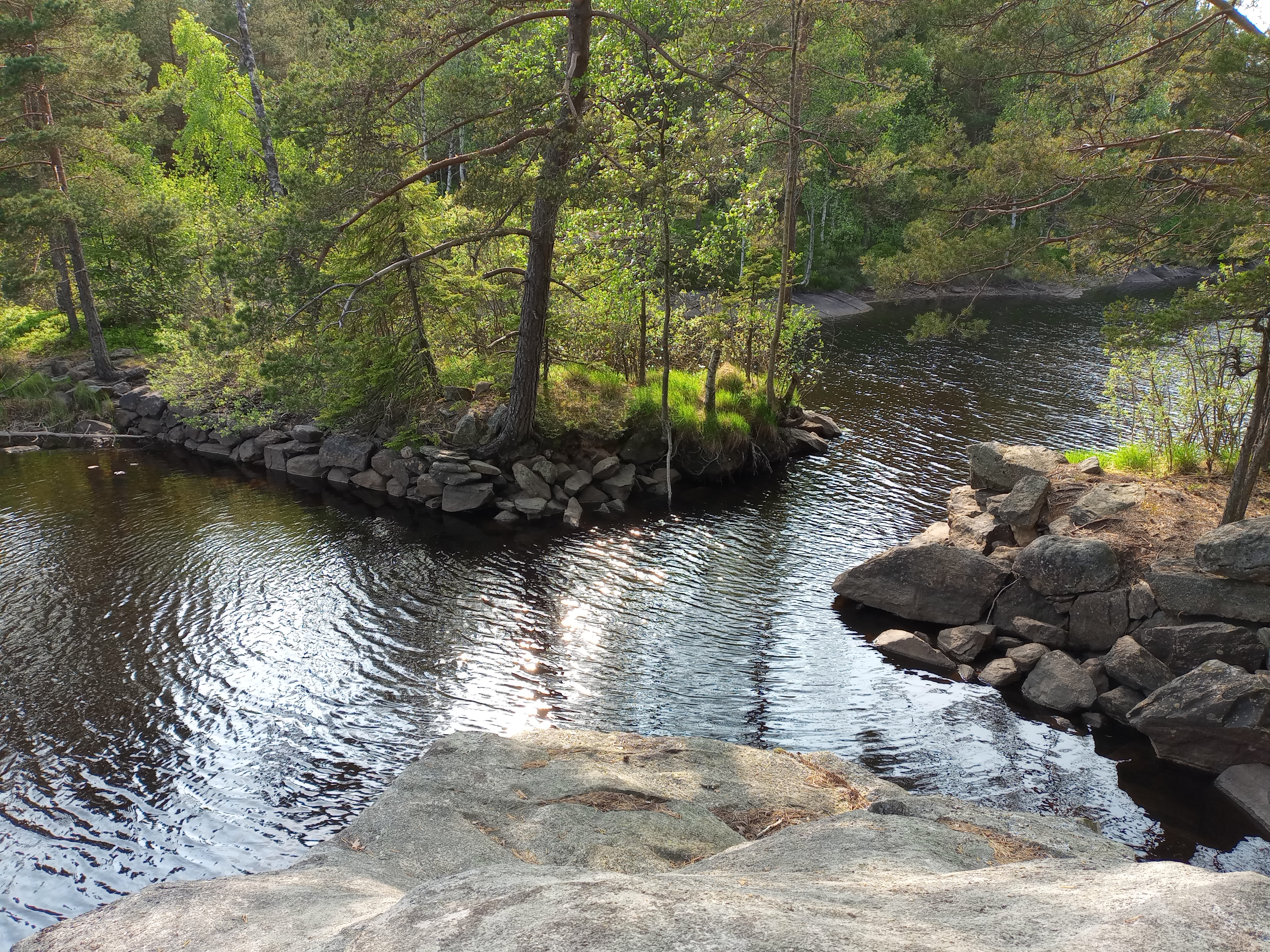
Resterna av Kroksjöns dämme

Kroksjön är en sjö i Lilla Edets kommun i Bohuslän och ingår i Göta älvs huvudavrinningsområde. Sjön är 24,8 meter djup, har en yta på 0,521 kvadratkilometer och är belägen 117,8 meter över havet.

## Delavrinningsområde
Kroksjön ingår i det delavrinningsområde (644465-128394) som SMHI kallar för Ovan VDRID = Gårdaån i Göta älvs vattendragsyta. Medelhöjden är 71 meter över havet och ytan är 56,96 kvadratkilometer. Räknas de 3128 avrinningsområdena uppströms in blir den ackumulerade arean 47 638,33 kvadratkilometer. Avrinningsområdets utflöde Göta älv (Röa) mynnar i havet. Avrinningsområdet består mestadels av skog (61 procent) och jordbruk (15 procent). Avrinningsområdet har 4,47 kvadratkilometer vattenytor vilket ger det en sjöprocent på 7,8 procent. Bebyggelsen i området täcker en yta av 1,68 kvadratkilometer eller 3 procent av avrinningsområdet.

## Historik
På 1740-talet utvecklade brukspatron Olof Wenngren ett järnmanufakturverk för tillverkning av spik och dylika järnprodukter i byn Torskog vid Göta älv.  För att få tillräckligt vatten för denna  verksamhet, genomfördes ett omfattande arbete i  Svartedalen i syfte att leda så mycket vatten som möjligt mot Thorskog. Kroksjön berördes av detta projekt, som finns närmare beskrivet under uppslagsorden Torrgårdsvatten och Mittevättnorna.
Som ett led i detta projekt dämdes sjön upp vid en smal passage (58°01′58″N 12°05′13″Ö / 58.03291°N 12.08703°Ö) belägen ca 150 meter väster om den nuvarande vägen . Denna fördämning har beteckningen G på karta från 1750. En bäck rann därefter österut från dämmet till Stendammen vid 58°02′12″N 12°05′57″Ö / 58.03670°N 12.09916°Ö (notera att Stendammen var vid denna tid mycket mindre än vad den är nuförtiden). Fördämningen sprängdes 1945 (Ryden s 96), men resterna är väl synliga (foto).   